# Batalla de Savenay
La batalla de Savenay fue un enfrentamiento militar producido durante la Guerra de la Vendée el 23 de diciembre de 1793, siendo el momento culmine del Giro de la Galerna en que los restos del ejército monárquico fueron interceptados y masacrados por los republicanos.

## Antecedentes
La primera etapa de la guerra comienza con la revuelta campesina del 3 de marzo de 1793 y dura hasta el 29 de junio. Los alzados rápidamente reúnen 35.000 hombres y consiguen asaltar Chalonnes –defendida por 4.000 republicanos con 5 cañones- el 22 de marzo. En la euforia de la rebelión espontánea y popular, los vandeanos se apoderan de un territorio de 10.000 km² que incluye las ciudades de Angers y Saumur –cuando esta última cayó, el 9 de junio, los monárquicos se apoderaron de 50 cañones y 15.000 fusiles– y gobernado por el Gran Consejo de Châtillon –creado tras la toma de Fontenay-le-Comte, el 25 de mayo– bajo el asesoramiento de d'Elbée, la secretaria del abate Étienne-Alexandre Bernier y la presidencia del obispo de Agra, monseñor Jean-Marie Augustin. El órgano de gobierno actuaba en nombre de Luis XVII y se le construyó una sede (casa) en Belleville.
Rápidamente tras el alzamiento de los campesinos vandeanos se destruyeron todos los símbolos del nuevo orden revolucionario y restableciéndose formas de organización más antiguas, como el consejo de «la fabrique»; formando grupos de clérigos y laicos para administrar los fondos destinados a la construcción y mantención de las iglesias, se eligieron los nuevos jefes con el sufragio universal a mano alzada –motivo por el que Napoleón decía que «los ejércitos vandeanos estaban inspirados por ese gran principio [la igualdad]»-; y se confió el poder ejecutivo a capitanes de parroquias secundados por jerarquías. Curiosamente, los nobles sólo aceptaron el mando bajo amenaza y a regañadientes.
También organizaron la población para que los no combatientes se ocuparan de los cultivos y ganados; en cuanto a los hombres en edad de pelear, algunos se destinaron a milicias que debían proteger el territorio de su parroquia, acampando cerca de molinos por ser sitios de vigía perfectos, y un segundo grupo se sumó al Ejército Católico y Real de la Vandea de forma permanente o itinerante. Esta fuerza para agosto contaba con un Estado Mayor formado por un general en jefe, generales de división y tenientes coroneles, cada uno encargado de acuartelar, armar, suministrar o dirigir a las tropas. Dicho ejército estaba organizado en tres grandes concentraciones: el Ejército del Loira, a cargo de Bonchamps; el Ejército Central, bajo la dirección de d'Elbée; y el Ejército del Marais, encabezado por Charette de la Contrie. Todos ellos eran antiguos oficiales del ejército real y veteranos de la guerra en América, siendo capaces de disciplinar y entrenar a sus milicias en el arte de la guerra, tropas armadas con cuchillos de lagar, horcas, guadañas y algunos fusiles de caza que con el tiempo se apoderaran de más y más armas requisadas a los «azules». Estas fuerzas tuvieron sucesivamente como comandantes supremos al cochero y vendedor ambulante Cathelineau, el veterano general d'Elbée, el conde Bonchamps, el también conde La Rochejacquelien y oficial Fleuriot de La Fleuriaris. Cuarenta mil vandeanos defienden al este de Nantes-río Sentes, diez mil están en el centro de la región y quince mil están en las zonas pantanosas entre el río Sentes y el Atlántico.
A pesar de tener las mismas motivaciones políticas, religiosas y sociales que la Chouannerie, «Chuanería», en el caso vandeano, los rebeldes católicos tomaron posesión de un territorio y organizaron un ejército regular para controlarlo y defenderlo ante el posterior intento de reconquista del gobierno revolucionario. En cambio, con los chuanes del norte del Loira, los primeros levantamientos son rápidamente aplastados y les resulta imposible duplicar lo sucedido en la Vendée. El rebrote de su movimiento se hará a través de guerrillas en los campos de Bretaña, Maine y Normandía.
En total, desde 1793 hasta 1799 los vandeanos pusieron en armas setenta a ochenta mil hombres (cuarenta mil en el Ejército del Loira, quince mil en el del Centro y veinticinco mil en el del Marais). En cambio, los ejércitos de la República movilizaron trescientos mil soldados regulares y seiscientos o setecientos mil guardias nacionales, además de contar con medio millón de conscriptos de reserva; estas cifras se refieren al total de combatientes de que disponía París durante esos años de guerra interna y externa, a la Vandea se enviaron ciento treinta a ciento cincuenta mil plazas.
A los republicanos el alzamiento generalizado los tomo por sorpresa, viéndose incapaces de reaccionar o de coordinar sus esfuerzos para someterlos. La segunda etapa comenzaría con el fracasado asalto a Nantes, el 29 de junio, en el que murió Cathelineau y sucediéndose victorias y derrotas para ambas partes hasta que el choque decisivo de Cholet, un 17 de octubre. La tercera etapa coincide con el Giro de la Galerna y encuentra su clímax en el fracasado asalto a Granville el 4 de noviembre.

## La batalla
Después de su derrota en Le Mans, días antes, los vandeanos sobrevivientes llegaron al río Loira y consiguieron que 4.000 de sus gentes lo cruzaran, incluyendo a sus líderes Henri de La Rochejaquelein y Jean-Nicolas Stofflet, hasta que la llegada de 41 chalupas republicanas armadas con cañones les cerró el paso. El resto de la columna fue cercada por el ejército de Jean Baptiste Kléber y François Séverin Marceau-Desgraviers en Savenay, produciéndose el asalto final de la ciudad. 
De los ochenta mil vandeanos que cruzaron el río -con posteriores refuerzos chuanes-, la mitad de ellos combatientes y tres cuartos armados de algún modo, que decía Madame La Rochejaquelein, quedaban diez a dieciocho mil al comenzar esta última batalla.
Al amanecer los chuanes y vandeanos (también llamados blancs, «blancos») se lanzaron al ataque, tomando por sorpresa a sus enemigos, que apenas pudieron establecer una leve resistencia y se vieron forzados a huir, dejando atrás cuarenta prisioneros, dos cañones capturados y el cerco deshecho. Inmediatamente Kléber reaccionó y mando al regimiento de gendarmes cargar con las bayonetas, empujando a los monárquicos de vuelta a las puertas de Savenay. En el centro Marceau y sus legionarios francos y cazadores iniciaron su avance, pero fueron detenidos por la artillería católica.
Por su parte, las columnas de Canuel, Tilly y Westermann se abrieron paso por la ciudad, rompiendo la resistencia del tren de artillería de Bernard de Marigny. Una vez dentro, se desató una feroz batalla urbana, casa por casa, en que las mujeres vandeanas participaron heroicamente. La artillería monárquica se reubicó fuera de la iglesia local, manteniendo la posición por algún tiempo. Finalmente, Fleuriot con dos o tres centenares de jinetes al mando de Cadoudal y algunos infantes lanzaron un contraataque contra las fuerzas de Tilly. Tras un éxito inicial, la llegada de reservas republicanas los obligó a retroceder.
Mientras tanto, en la plaza de la iglesia los republicanos capturaron a la batería y la utilizaron contra los propios vandeanos. Estos se retiraron fuera de la ciudad, perseguidos de cerca por los republicanos (también llamados bleus, «azules»), se reunieron al oeste de la misma. Una cruz conmemorativa recuerda el lugar exacto. Marigny utilizó los dos últimos cañones que había dejado en reserva, tratando de cubrir la retirada de los no combatientes y heridos. Durante estos momentos Lyrot cayó en combate. Marigny se retiró por el bosque cercano al oeste y con pocas armas mantuvo su posición una hora mientras muchos de sus hombres escapaban por los pantanos.

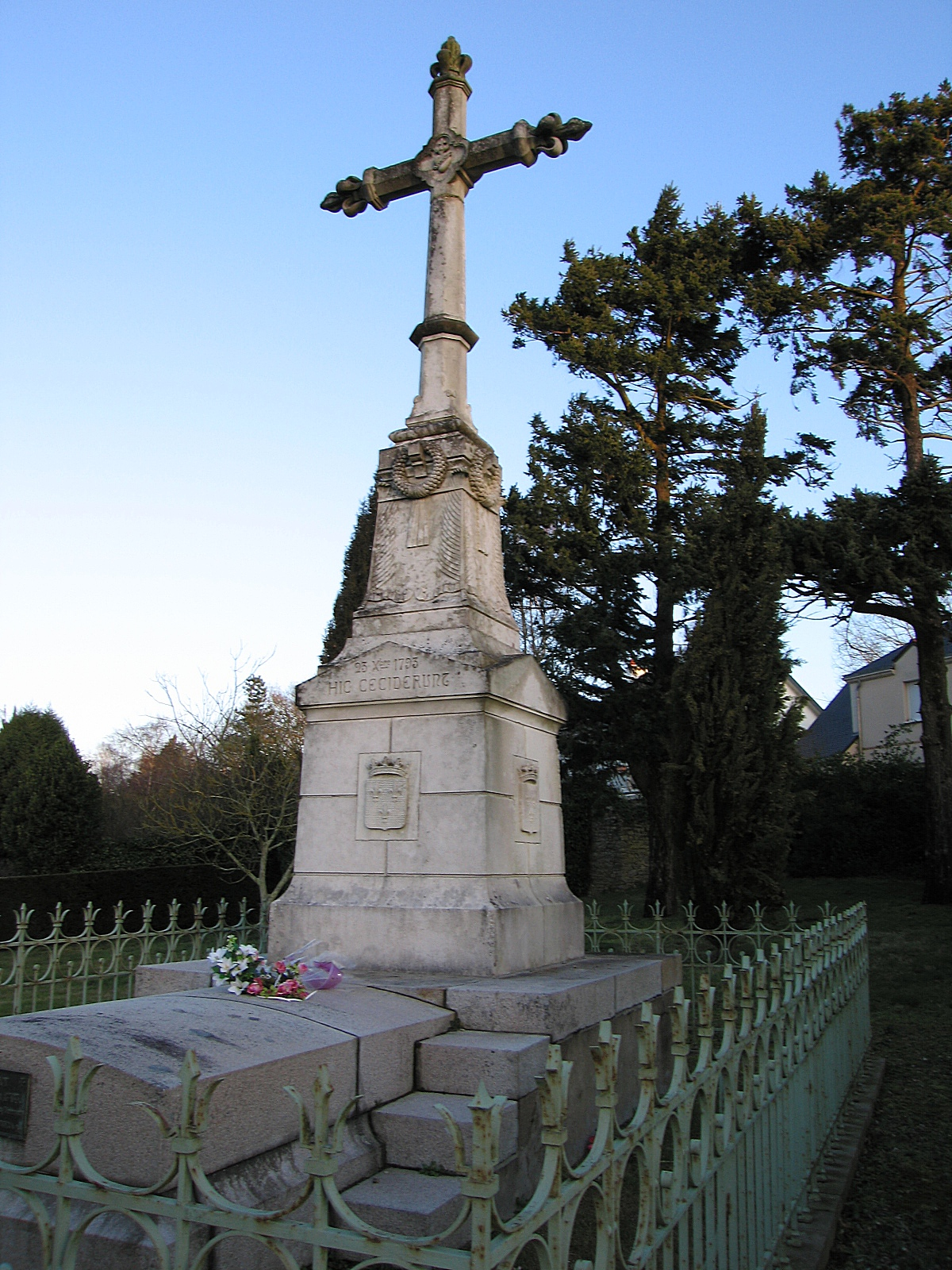
Cruz en conmemoración de la batalla.

Al noroeste un grupo de seiscientos vandeanos se hicieron fuertes en Butte des Vignes. Después intentaron retirarse por el bosque, pero fueron cercados por el regimiento de Armagnac y masacrados. Entre tanto, dentro de Savenay, la ciudad fue saqueada y cientos de no combatientes fueron encerrados en la iglesia a la espera de un juicio. Los heridos de ambos bandos fueron trasladados al hospital de Saint-Armel para su tratamiento. A las 14:00 horas todo había acabado.

## Consecuencias
Durante y tras la batalla los soldados republicanos masacraron a los vandeanos y la caballería de François-Joseph Westermann, «el carnicero de la Vendée», les dio caza a todos los sobrevivientes que intentaron fugarse. Tras el combate, Kléber y Marceau-Desgraviers, incapaces de contener a sus tropas, se retiraron a Nantes y sus subordinados se dedicaron a organizar la matanza siguiendo las órdenes del Comité de Salvación Pública entre los días 21 y 25 de diciembre.
En los meses posteriores, la represión republicana llevaría a la guillotina a más de 8.000 personas de la Vendée -en comparación, durante El Terror en París se produjeron 2.639 ejecuciones-, otro tanto sería fusilado, ahogado o moriría en prisión. Aproximadamente 2.500 personas lograron cruzar el río. El barquero Jean Legland, según un testimonio de 1834 y corroborado del abate Abeé Bernier, transportó exitosamente a 1.258 fugitivos.
Tras esta batalla la tercera fase y la sangrienta guerra civil en la Vandea, comenzando un verdadero genocidio. Aunque hay antecedentes de planes para el «aplastamiento» sistemático de la población alzada prácticamente desde el comienzo de la guerra, las primeras órdenes serias se decretaron el 4 de abril. Así el 1 de agosto la Convención vota la destrucción de la Vendée y el 1 de octubre su exterminio, pero solo se comenzó a aplicar el plan de convertir la región en «cementerio nacional» en nombre de «la defensa de la libertad» cuando las tropas republicanas aseguraron el control del territorio, es decir, después de los hechos de Savenay, donde se empieza a masacrar a mujeres y niños porque «la raza está maldita».
Con el apoyo de Robespierre, el general Turreau organizara las tristemente célebres columnas infernales que arrasaran la Vandea bajo la orden de no dejar a nadie vivo, cometiendo innumerables atrocidades.